# Eyes Wide Shut
Eyes Wide Shut ("vidstängda ögon") är en amerikansk-brittisk film från 1999 i regi av Stanley Kubrick, med Tom Cruise och Nicole Kidman i huvudrollerna. Filmen är ett erotiskt och psykologiskt drama.

## Handling
Den till synes perfekta amerikanska familjen börjar knaka i fogarna efter det att hustrun Alice (Nicole Kidman) delgivit sin make William (Tom Cruise) en erotisk fantasi om en sjöofficer under en semester vid Cape Cod, efter det att William påstått att han inte är rädd för att Alice ska vara otrogen eftersom han tror att kvinnor, till skillnad från män, är trogna varelser av naturen.
William ger sig i förvirringen av huruvida han kan lita på sin fru ut på äventyr i natten. Han hamnar slutligen, efter ett tips från en gammal vän, hos ett hemligt sällskap ute på landet, i en stor herrgård. Sällskapet ägnar sig åt sexuella riter, och alla i huset bär masker och svarta kåpor. Väl hemma igen finner han sig ha allt mer saker att brottas med i sitt privata liv.

## Om filmen

Kostym och mask burna av Tom Cruise i filmen, vid Stanley Kubrick: The Exhibit vid Toronto International Film Festival, Kanada (2015).

Kubrick baserade sitt manus till filmen på novellen Drömberättelse (Traumnovelle) från 1926 av den österrikiske författaren Arthur Schnitzler. Kubrick hade burit med sig historien efter att ha läst boken tidigt under sin karriär som fotograf. Han tyckte att berättelsen rörde vid ett av det moderna samhällets sista tabun: "förbjuden" lust inom ett äktenskap.
| ”                                                          | Boken ställer en makes verkliga äventyr i förhållande till hans frus äventyr i fantasin. [Den] ställer frågan: är det en avgörande skillnad mellan att fantisera om ett sexuellt äventyr och att faktiskt uppleva ett i verkligheten? | „ |
| – Stanley Kubrick om Drömberättelse av Arthur Schnitzler., | |   |

Redan under det tidiga 1970-talet hade Kubrick planer på omarbeta Schnitzlers novell till filmduken, och idén var att flytta handlingen från det tidiga 1900-talets Wien till den irländska huvudstaden Dublin och använda sig av Woody Allen i den manliga huvudrollen. Steve Martin var också tänkt för rollen sedan Kubrick valt att flytta handlingen geografiskt igen, denna gången till New York. Under det tidiga 1990-talet hade Kubrick istället ställt in siktet på att använda sig av det då gifta paret Alec Baldwin och Kim Basinger i huvudrollerna.
Filmen är till största delen inspelad i England.

Masker från filmen, vid Stanley Kubrick: The Exhibit vid Toronto International Film Festival, Kanada (2015).

## Rollista
| Tom Cruise       | – Dr. William Harford |
| Nicole Kidman    | – Alice Harford       |
| Sydney Pollack   | – Victor Ziegler      |
| Marie Richardson | – Marion Nathanson    |
| Rade Sherbedgia  | – Milich              |
| Todd Field       | – Nick Nightingale    |
| Vinessa Shaw     | – Domino              |
| Alan Cumming     | – hotellportieren     |
| Sky Dumont       | – Sandor Szavost      |
| Fay Masterson    | – Sally               |
| Leelee Sobieski  | – Milichs dotter      |
| Thomas Gibson    | – Carl                |
| Madison Eginton  | – Helena Harford      |
| Leon Vitali      | – man i röd mantel    |
| Julienne Davis   | – Mandy               |